# يوليوس سنغ
يوليوس سنغ (بالإنجليزية: Julius Sang) هو عداء سريع كيني، ولد في 30 يونيو 1946 في Kapsabet ‏ في كينيا، وتوفي في 9 أبريل 2004 في إلدوريت ‏ في كينيا.

## وصلات خارجية
- يوليوس سنغ على موقع الاتحاد الدولي لألعاب القوى (الإنجليزية)
- يوليوس سنغ على موقع اللجنة الأولمبية الدولية (الإنجليزية)
- يوليوس سنغ على موقع أوليمبيديا (الإنجليزية)
- يوليوس سنغ على موقع اتحاد ألعاب الكومنولث (مؤرشف) (الإنجليزية)